# 6077 Messner
6077 Messner è un asteroide della fascia principale. Scoperto nel 1980, presenta un'orbita caratterizzata da un semiasse maggiore pari a 2,7932031 UA e da un'eccentricità di 0,1097554, inclinata di 4,29765° rispetto all'eclittica.
Fa parte della famiglia di asteroidi Agnia.
L'asteroide è dedicato allo scalatore italiano Reinhold Messner .